# Ingenuus
Ingenuus a fost un comandant militar roman care a deținut o comandă militară de rang înalt în Panonia.

## Date generale
A fost însărcinat cu educarea militară a lui Cezar Cornelius Licinius Valerianus, fiul împăratului Gallienus, dar după moartea băiatului din 258, poziția lui a devenit periculoasă.
Ingenuus a văzut o șansă de a deveni împărat roman atunci când Valerian a fost capturat și ucis de către Shapur I al „Imperiului sasanid”, așa că s-a revoltat împotriva lui Gallienus și s-a autoproclamat împărat roman în cca. 260 (conform unor surse în 258), după moartea împăratului Valerian a fost declarat de Gallienus (d. 260) un uzurpator roman.
Gallienus a acționat rapid, rechemând militarii din Galia și, după un marș rapid, l-a întâlnit pe Ingenuus pe câmpul de luptă de la Mursa. Trupele lui Ingenuus au fost învinse de către generalul lui Gallienus, Aureolus, care a utilizat în mod adecvat avantajul dat de mobilitatea unei componente de cavalerie îmbunătățită a armatei, o inovare remarcabilă militară dorită de împărat.
Ingenuus a fost ucis în luptă sau și-a luat propria viață pentru a evita capturarea.